# Elden är lös
Elden är lös är det andra och sista studioalbumet av Mikael Wiehe & Kabaréorkestern. Albumet släpptes 1979. Tekniker var Johannes Leyman.

## Låtlista
Text och musik av Mikael Wiehe där inget annat anges.
Sida ett
1. "Ouvertyr" (Ale Möller) - 1:23
2. "Nu knakar det i välfärdsstatens fogar" - 4:54
3. "I öknen" - 4:48
4. "Krigsdans" (Ale Möller – Mikael Wiehe) - 2:22
5. "Jag är en mänska i världen" - 4:55

Sida två
1. "Gryning" (Ale Möller) - 3:48
2. "Där viljan hos de många blir till handling" (Ale Möller & Mikael Wiehe) - 3:49
3. "Elden är lös" (Ale Möller) - 4:25
4. "Också där lugnet är förhärskande" (Anders Lindvall & Mikael Wiehe) - 1:20
5. "I Sverige" - 1:45
6. "Det finns en glöd" (Anders Lindvall) - 5:05